# Victoria Pelova
Victoria Pelova, född 3 juni 1999 i Delft, är en nederländsk fotbollsspelare som spelar för Arsenal.

## Karriär
Den 6 januari 2023 värvades Pelova av Arsenal. I juni 2024 råkade hon ut för en främre korsbandsskada under landslagsspel.